# لورين بويبرت
لورين بويبرت (بالإنجليزية: Lauren Boebert)‏ هي سياسية أمريكية عضو في الحزب الجمهوري، ولدت في 15 ديسمبر 1986.